# HD 33283
HD 33283 är en ensam stjärna belägen i den södra delen av stjärnbilden Haren. Den har en skenbar magnitud av ca 8,05 och kräver åtminstone en stark handkikare eller ett mindre teleskop för att kunna observeras. Baserat på parallax enligt Gaia Data Release 2 på ca 11,1  mas, beräknas den befinna sig på ett avstånd på ca 294 ljusår (ca 90 parsek) från solen. Den rör sig bort från solen med en heliocentrisk radialhastighet på ca 4,5 km/s.

## Egenskaper
HD 33283 är en gul till vit stjärna i huvudserien av spektralklass G3/5 V. Den har en massa som är ca 1,4 solmassor, en radie som är lika med ca 2 solradier och har ca 4,4 gånger solens utstrålning av energi från dess fotosfär vid en effektiv temperatur av ca 6 000 K.

## Planetsystem
År 2006 upptäckte Johnson en exoplanet som kretsar kring HD 33283. Den har en massa som är ≥ 0,329 ± 0,071 Jupitermassor en omloppsperiod på 18,1991 ± 0,0017 dygn och en excentricitet av 0,399 ± 0,056.